# Tropidurus montanus
Espèce
Tropidurus montanus est une espèce de sauriens de la famille des Tropiduridae.

## Répartition
Cette espèce est endémique du Minas Gerais au Brésil,.

## Étymologie
Le nom spécifique montanus vient du latin montanus, se rapportant aux montagnes, en référence à la répartition de ce saurien.

## Publication originale
- Rodrigues, 1987 : Sistematica, ecologia e zoogeografia dos Tropidurus do grupo torquatus ao sul do Rio Amazonas (Sauria, Iguanidae). Arquivos De Zoologia (Sao Paulo), vol. 31, no 3, p. 105-230.